# Hervé Tullet
Hervé Tullet, né le 28 juin 1958 à Avranches (Manche), est un illustrateur, auteur de livres pour la jeunesse et peintre français .

## Biographie
Après avoir fait des études d'arts plastiques et d'arts décoratifs, Hervé Tullet est directeur artistique dans la communication et la publicité pendant une dizaine d'années.
En 1989, Hervé Tullet commence à faire des illustrations pour la presse en France et à l'étranger.
Il publie son premier livre pour enfants en 1994 (Comment papa a rencontré maman, Hachette, 1994) tout en poursuivant son travail comme illustrateur.
Il est auteur-illustrateur de plus de 80 titres. Il voyage beaucoup en France et à l'étranger pour la promotion de ses livres et l'animation d'ateliers réunissant parfois plusieurs centaines de personnes et reposant sur les mêmes principes d'imagination et de créativité que ses livres,,,. Des workshops qu'il a tenu tout autour de la planète et dans de nombreux lieux prestigieux comme la Library of Congress, le MOMA ou le Guggenheim Museum.
Son plus grands succès critique et public vient en 2010 avec Un livre (Bayard jeunesse, 2010), un livre interactif vendu à plus de 2 millions d'exemplaires dans le monde, traduit en plus de 35 langues et resté plus de 6 ans sur la  New York Times Best Seller list, un record.
Installé aux États-Unis depuis 2015, il y a conçu des expositions au centre d'art contemporain Invisible Dog Art Center ou au Children's Museum of Pittsburgh (en).
En 2018, il a tenu sa première grande rétrospective à Séoul en Corée du Sud.

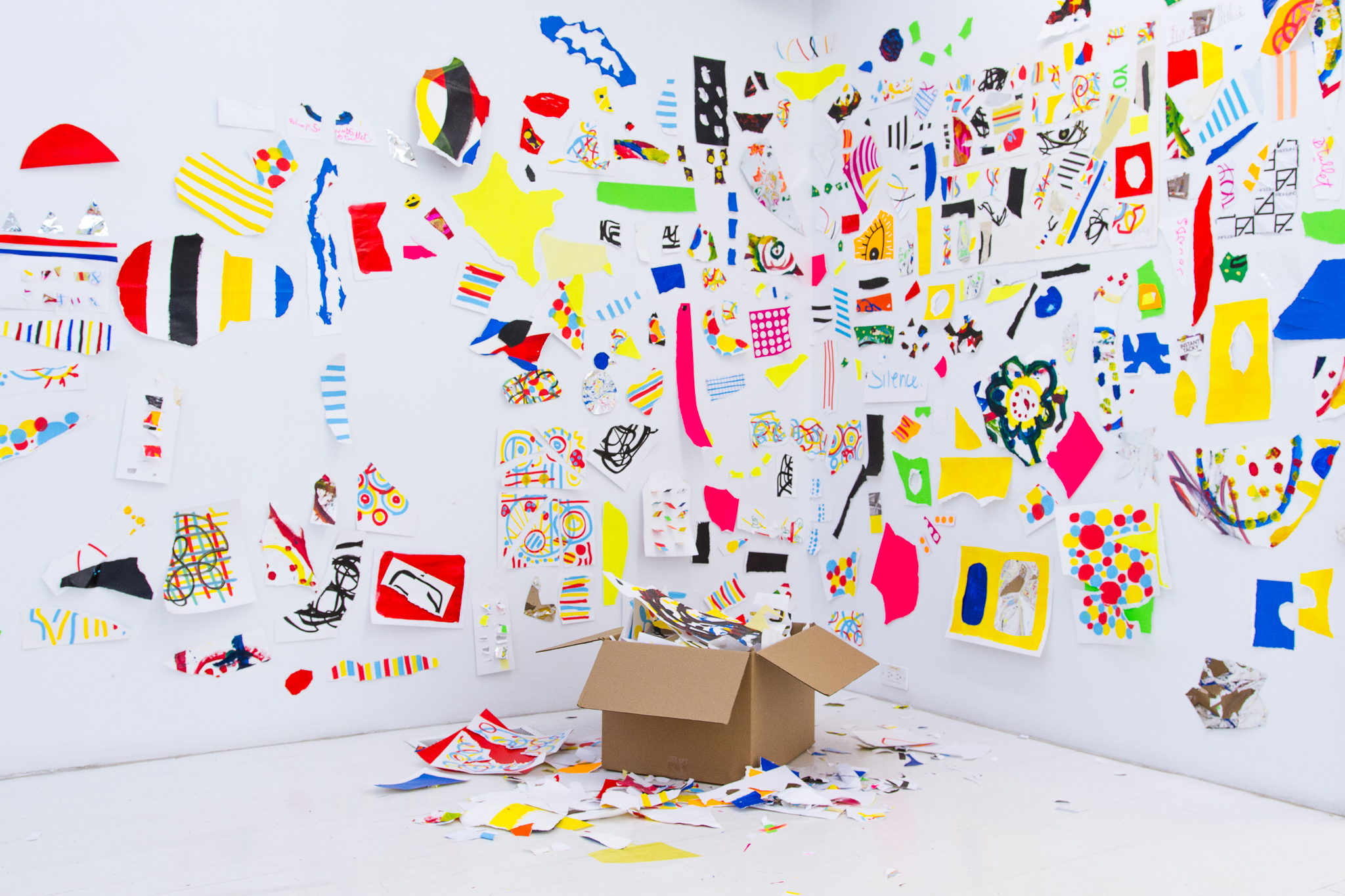
L'Exposition idéale avec Hervé Tullet en 2018.

Il lance en 2018 L'Exposition idéale avec Hervé Tullet (en), un projet multiforme issu d'une performance au Livart à Montréal dans lequel il propose à chacun de réaliser son exposition en suivant ses gestes. Le projet se compose d'ateliers vidéos sous forme de web-série et d'un dispositif de partage sous forme d'exposition collective.
Il s'est aussi engagé dans le soutien à une action de formation d'enfants orphelins en difficulté au Malawi.
Ses livres ont été traduits dans plus de 35 langues étrangères.
Il a trois enfants.

## Ouvrages

### Texte et illustrations

#### Années 2010
- Fleurs, Bayard jeunesse, 2019
- J'ai une idée, Bayard jeunesse, 2018
- Points Points, Bayard jeunesse, 2018
- Oh, Un Livre qui fait des sons, Bayard jeunesse, 2017
- On joue?, Bayard jeunesse, 2016
- Peinturlures, les Ateliers d'Hervé Tullet, Phaidon, 2015
- Jeu de lignes, Phaidon, 2015
- Jeu de sport, Phaidon, 2015
- Couleurs, Bayard jeunesse, 2015
- L'art au hasard, Phaidon, 2014
- Sans Titre, Bayard jeunesse, 2013
- La Cuisine au crayon, Phaidon, 2013
- Jeu des couleurs, Phaidon, septembre 2012 (réédition, édition originale : Éditions du Panama)
- Faut pas confondre, Seuil Jeunesse, avril 2012 (réédition)
- Quand papa était petit y avait des dinosaures : édition collector (illustrateurs : Hervé Tullet, Vincent Malone, André Bouchard), Seuil Jeunesse, mars 2012
- Moi, c'est blop !, Bayard jeunesse, octobre 2011 (édition originale : Éditions du Panama)
- La cuisine aux crayons, Phaidon, septembre 2011
- Jeu les yeux fermés, Phaidon, mars 2011
- Jeu des différences, Phaidon, mars 2011
- Jeu de reconnaissance, Phaidon, mars 2011
- Jeu de doigts, Phaidon, mars 2011
- Jeu de lumière, Phaidon, mars 2011
- Jeu du hasard, Phaidon, mars 2011
- Atelier ciseaux, Éditions Sarbacane, 2010
- Un livre, Bayard jeunesse, 2010[11] existe en version pour tablettes et ordiphones
- Batailles de couleur, Bayard jeunesse, 2010
- Atelier dessin, Bayard jeunesse, 2010

#### Années 2000
- Turlututu, coucou c’est moi !, Bayard jeunesse, 2009
- Livre de coloriages, Bayard jeunesse, 2009
- Du coq à l'âne, avec Pascale Petit, Éditions Sarbacane, 2009
- Jeu d’ombres, Éditions du Panama, 2008
- Jeu de piste, Éditions du Panama, 2008
- Jeu de reflets, Éditions du Panama, 2008
- Jeu de voyages, Éditions du Panama, 2008
- Le grand livre du hasard, Éditions du Panama, 2008
- The Colouring Book, Tate Publishing Ltd (en), 2008
- À toi de gribouiller, Bayard jeunesse, 2007
- Turlututu, histoires magiques, Seuil Jeunesse, 2007
- Jeu de hasard, Éditions du Panama, 2007
- Jeu de formes, Éditions du Panama, 2007
- Jeu du cirque, Éditions du Panama, 2007
- Jeu de construction, Éditions du Panama, 2007
- L’Agenda du (presque) poète, avec Bernard Friot, Éditions de La Martinière, 2007
- Hubbub, avec Vincent Brocvieille, Milet Publishing, 2007[12]
- Jeu des couleurs, Éditions du Panama, 2006
- Jeu de lumière, Éditions du Panama, 2006
- Jeu des yeux, Éditions du Panama, 2006
- Paroles de liberté, Éditions Albin Michel, 2006
- Couleurs, florilège, Gallimard Jeunesse, 2006
- Jeu de doigts, Éditions du Panama, 2006
- L'Imaginier, Seuil Jeunesse, 2005
- Turlututu, histoires magiques, Seuil Jeunesse, 2012
- C'est magique !, Seuil Jeunesse, 2004
- Coucou turlututu !, Seuil Jeunesse, 2004
- Dix fois dix, Seuil Jeunesse, 2003
- Les Cinq Sens, Seuil Jeunesse, 2003
- Comment j'ai sauvé mon papa, Seuil Jeunesse, 2002
- Bonhomme carré, Seuil Jeunesse, 2002
- Bonhomme rond, Seuil Jeunesse, 2002
- Comment papa a rencontré maman, Seuil Jeunesse, 2002
- Rose citron, Seuil Jeunesse, 2001
- Le jour et la nuit, Seuil Jeunesse, 2000
- Fort, vraiment fort, Seuil Jeunesse, 2000
- Petit ou grand, Seuil Jeunesse, 2000
- Mais qu’est ce qui cloche, Seuil Jeunesse, 2000
- Vous avez déjà essayé ?, Seuil Jeunesse, 2000

#### Années 1990
- Copain Kopain, Seuil Jeunesse, 1999
- J’arrive, Seuil Jeunesse, 1999
- Faut pas confondre, Seuil Jeunesse, 1998
- Comment j’ai sauvé ma maman, Seuil Jeunesse, 1997
- Comment j’ai sauvé mon papa, Hachette, 1996
- Comment papa a rencontré maman, Hachette, 1995

### Illustrations
- Rémi Bertrand, Un bouquin n'est pas un livre : les nuances des synonymes, Points, 2006
- François Reynaert, Marie-Odile Briet, Valérie Henau, Pour en finir avec les années 80 : petite sociologie de l'époque, Calmann-Lévy, 1989

## Expositions
- 2018 : rétrospective à Séoul[7]

## Distinctions
- 1998 :  Prix BolognaRagazzi de la Foire du livre de jeunesse de Bologne, catégorie non-fiction pour Faut pas confondre
- 2007 : Prix France Télévisions pour Turlututu, histoires magiques
- 2008 : Prix Pitchou de Saint-Paul-Trois-Châteaux, pour Le Grand Livre du hasard
- 2010 : Prix Sorcières de l'Association des librairies spécialisées jeunesse pour Un livre
- 2010 : Prix de l'Union internationale pour les livres de jeunesse (IBBY) pour Un livre
- 2011 : Pépite de la création numérique au salon du livre et de la presse jeunesse en Seine-Saint-Denis pour Un jeu
- 2012 :  Prix Bernard Versele 2012 dans la catégorie "une chouette" pour Un livre
- 2012 : « Honour List »[13] de l'IBBY pour Un livre
- 2018 :  Prix Chen Bochui de Shanghai de meilleur artiste de l'année pour J'ai une Idée[14]
- 2018 :  CLEL Bell Award 2018[15] pour (en) Say Zoop!
- 2021 :  Premio nazionale Nati per Leggere[16] du Salon international du livre (Turin) pour Fleurs